# 108 d'Aquari
108 d'Aquari (108 Aquarii) és una estrella de la Constel·lació d'Aquari. La seva magnitud aparent és 5,17.